# Euphthiracarus serangos
Euphthiracarus serangos är en kvalsterart som beskrevs av Wojciech Niedbała 2003. Euphthiracarus serangos ingår i släktet Euphthiracarus och familjen Euphthiracaridae. Inga underarter finns listade i Catalogue of Life.